# Hans Bernhard Meyer
Hans Bernhard Meyer (SJ; Mannheim, 23 dicembre 1924 – Innsbruck, 26 febbraio 2002) è stato un presbitero e liturgista austriaco.

## Biografia
Hans Bernhard Meyer fu arruolato nella Wehrmacht nel 1942. Dopo la fine della guerra, studiò inizialmente filosofia presso la Albert-Ludwigs-Universität Freiburg a Friburgo in Brisgovia. Nel 1946 entrò nella Compagnia di Gesù a Pullach, vicino a Monaco. Dal 1948 in poi, completò gli studi consueti di filosofia presso la Hochschule für Philosophie München
di Pullach e il Collegio dei Gesuiti di Chantilly; gli studi teologici presso la Philosophisch-Theologische Hochschule Sankt Georgen di Francoforte sul Meno e l'Università Leopold-Franzens di Innsbruck, nonché il tirocinio a Salamanca. Meyer fu ordinato sacerdote nel 1956. Nel 1959 conseguì il dottorato in teologia con Josef Andreas Jungmann a Innsbruck. Dopo aver soggiornato come ricercatore a Monaco, Roma, Treviri e Tubinga, nel '64 ottenne l'abilitazione all'insegnamento universitario  e fu nominato docente universitario di teologia pastorale presso la Facoltà teologica di Innsbruck.
Dal 1966, Meyer insegnò presso la Facoltà di Teologia Cattolica dell'Università Leopold Franzens di Innsbruck, inizialmente come professore universitario ordinario di teologia morale e teologia sociale e, dal 1969 ,di scienze liturgiche, succedendo al suo maestro Josef Andreas Jungmann. Fu anche direttore dell'Istituto di scienze liturgiche.
Fu il principale redattore della Innsbrucker Zeitschrift für katholische Theologie e un importante contributore della rivista Zeitschrift für katholische Theologie.
Meyer diede vita e supervisionò il manuale di studi liturgici in otto parti Gottesdienst der Kirche, che fu da Friedrich Pustet a Ratisbona dal 1983. Egli stesso ha scritto il volume sull'Eucaristia.
Per diversi decenni Hans Bernhard Meyer fu membro di importanti commissioni liturgiche, ad esempio dal 1966 al 1996 come membro della Commissione liturgica per l'Austria e membro della commissione principale per la redazione del Gotteslob, innario delle diocesi cattoliche romane in Germania, Austria, Alto Adige e nella Comunità tedesca del Belgio.
Dal 1963 Hans Bernhard Meyer era membro della fraternità studentesca cattolica AV Austria Innsbruck affiliata alla ÖCV.

## Scritti (selezione)

### Libri
- Luther und die Messe. Paderborn 1965.
- Was Kirchenbau bedeutet. Ein Führer zu Sinn, Geschichte und Gegenwart, Freiburg im Breisgau, Basel, Wien 1984, ISBN 3-451-19690-5.
- (con Irmgard Pahl): Eucharistie (= Gottesdienst der Kirche. Handbuch für Liturgiewissenschaft, Band 4), Regensburg 1989, ISBN 3-7917-1200-4.

### Come co-autore
- (Hrsg.) in collaborazione con Schermann (Hrsg.): Der Gottesdienst im deutschen Sprachgebiet. Liturgische Dokumente, Bücher und Behelfe, (= Studien zur Pastoralliturgie, Band 5 (Sonderband)), Regensburg 1982, ISBN 978-3-7917-0756-3.
- Hans Bernhard Meyer (Hrsg.): Gottesdienst der Kirche. Handbuch der Liturgiewissenschaft, Regensburg, enthält folgende Teile:
  - Band 1, Gottesdienst der Kirche, Regensburg, 1983
  - Band 2, Theologie des Gottesdienstes, Regensburg
  - Band 3, Gestalt des Gottesdienstes, Regensburg
  - Band 4, Eucharistie, Regensburg
  - Hansjörg Auf der Maur: Feiern im Rhythmus der Zeit. Herrenfeste in Woche und Jahr (Gottesdienst der Kirche, Teil 5, Teilband 1) Regensburg 1983, ISBN 3-7917-0788-4.
  - Philipp Harnoncourt u. a.: Feiern im Rhythmus der Zeit. Der Kalender, Regensburg 1994, ISBN 3-7917-1403-1.
  - Bruno Kleinheyer: Sakramentliche Feiern. Die Feiern der Eingliederung in die Kirche (= Gottesdienst der Kirche, Teil 7, Teilband 1), Regensburg 1989, ISBN 3-7917-1196-2.
  - Reinhard Meßner, Robert Oberforcher u. a.: Sakramentliche Feiern. Feiern der Umkehr und Versöhnung, Regensburg 1992 (= Gottesdienst der Kirche, Teil 7, Teilband 2), ISBN  3-7917-1334-5
  - Bruno Kleinheyer (Mitverf.): Sakramentliche Feiern (= Gottesdienst der Kirche, Teil 8), Regensburg 1984, ISBN  3-7917-0940-2

### Articoli di riviste
- Die Elevation im deutschen Mittelalter und bei Luther, ZKTh, in: Jahrgang 85, 1963, S. 190

### Testi di canti
- Gute Nachricht für alle Völker (Innsbrucker Universitätsmesse), verfasst für den Festgottesdienst zum 300-Jahr-Jubiläum der Universität Innsbruck 1969 (Musik: Peter Janssens); in:
  - Singt dem Herrn alle Völker und Rassen
  - Herr, wir bringen in Brot und Wein.